# Tuzigoot National Monument

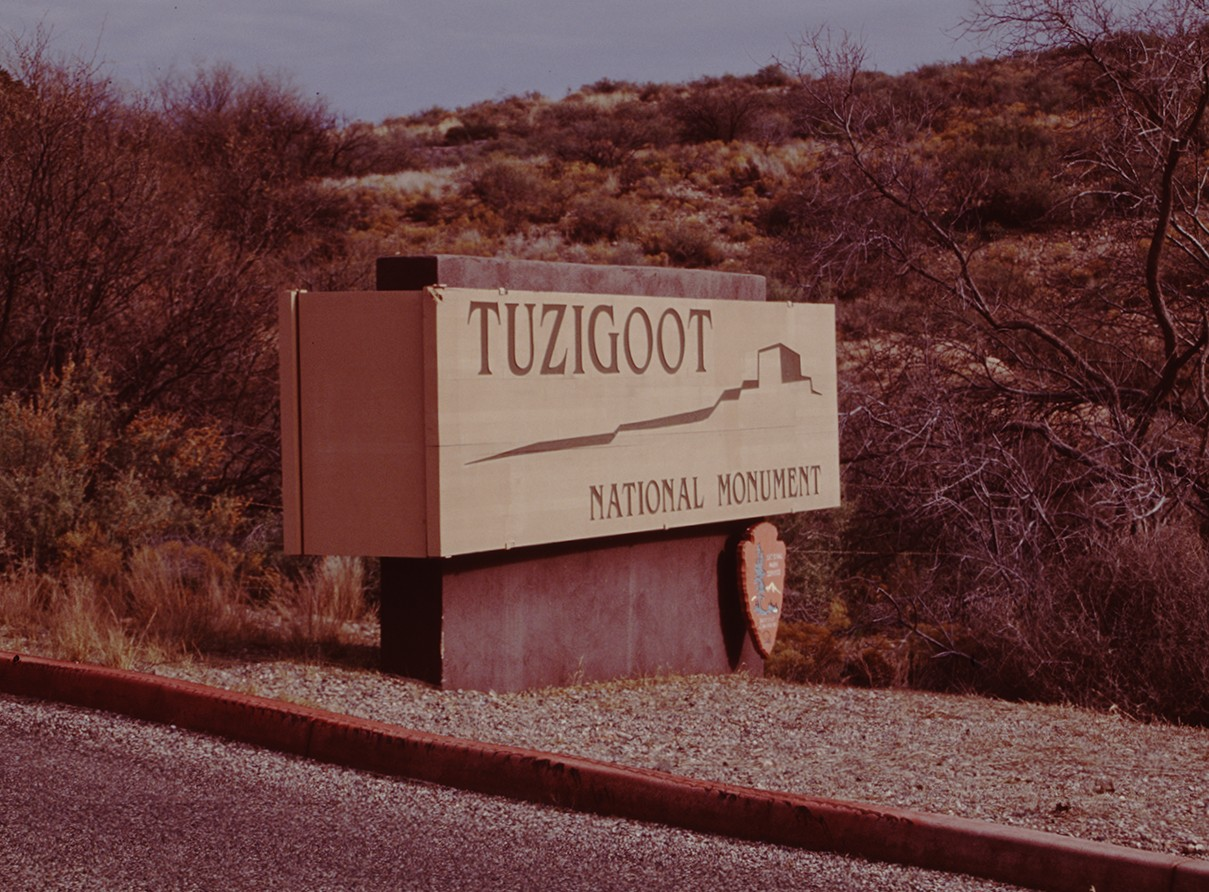
Einfahrt zum Tuzigoot National Monument

Tuzigoot National Monument ist eine Gedenkstätte vom Typ eines National Monuments im Yavapai County des US-Bundesstaats Arizona. Sie schützt ein großes Pueblo der Sinagua-Kultur aus dem 12. bis 14. Jahrhundert.
Das National Monument wurde 1939 gewidmet und wird vom National Park Service verwaltet. Die Fläche des Schutzgebietes beträgt knapp 20 ha, die von Spendern der Bundesregierung 1939 für das Schutzgebiet übereignet wurden, das von Präsident Franklin D. Roosevelt ausgewiesen wurde. Die formelle Widmung umfasst etwa 3,2 km², davon werden aber nur die 5 % tatsächlich beansprucht, die dank der Spende in Bundesbesitz sind.
Der Name Tuzigoot stammt aus der Sprache der Apachen und bedeutet „geschwungenes“ oder „gekrümmtes Wasser“, nach dem mäandrierenden Lauf des Verde Rivers.

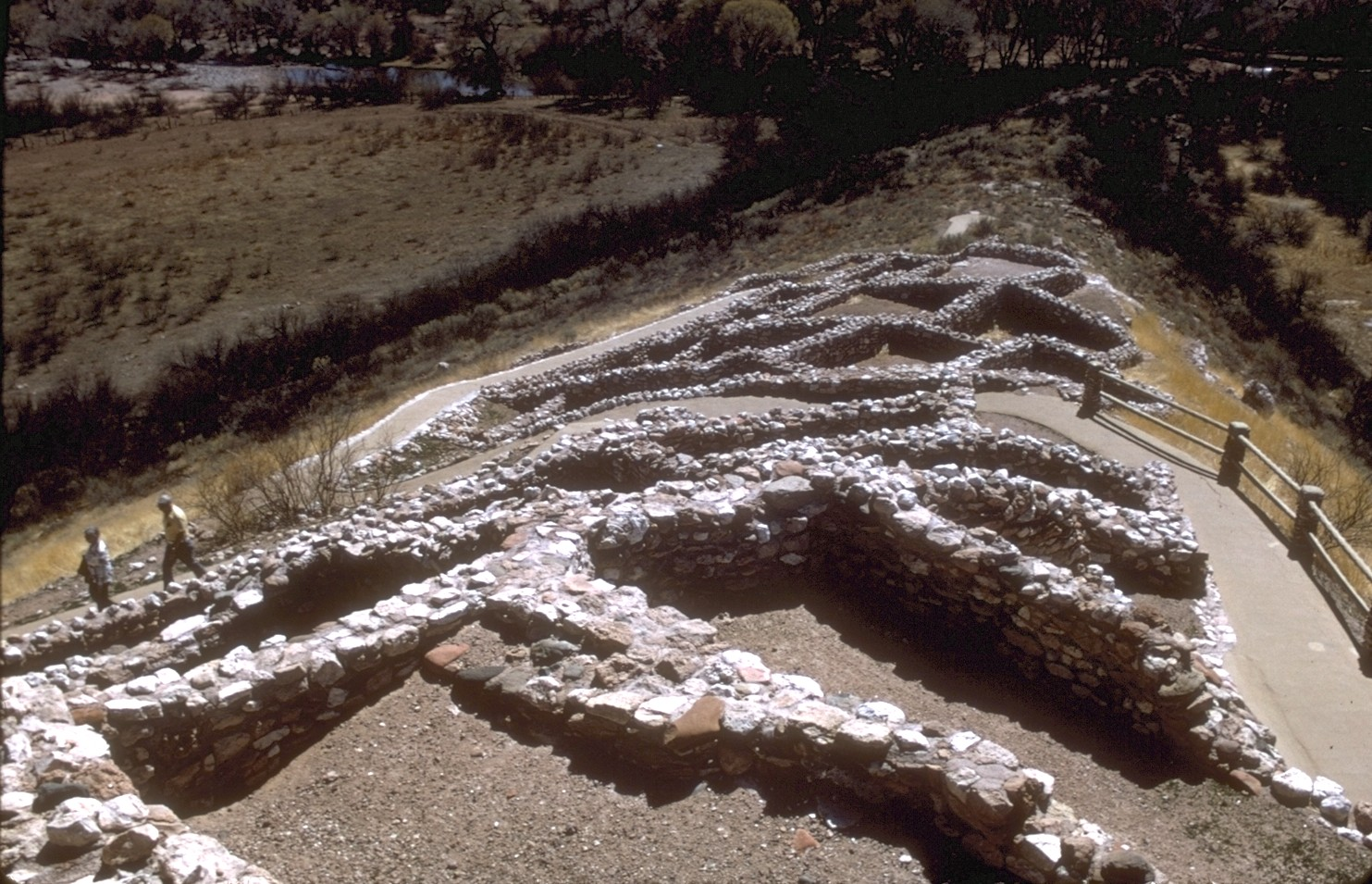
Blick von oben auf die Mauern des Pueblos

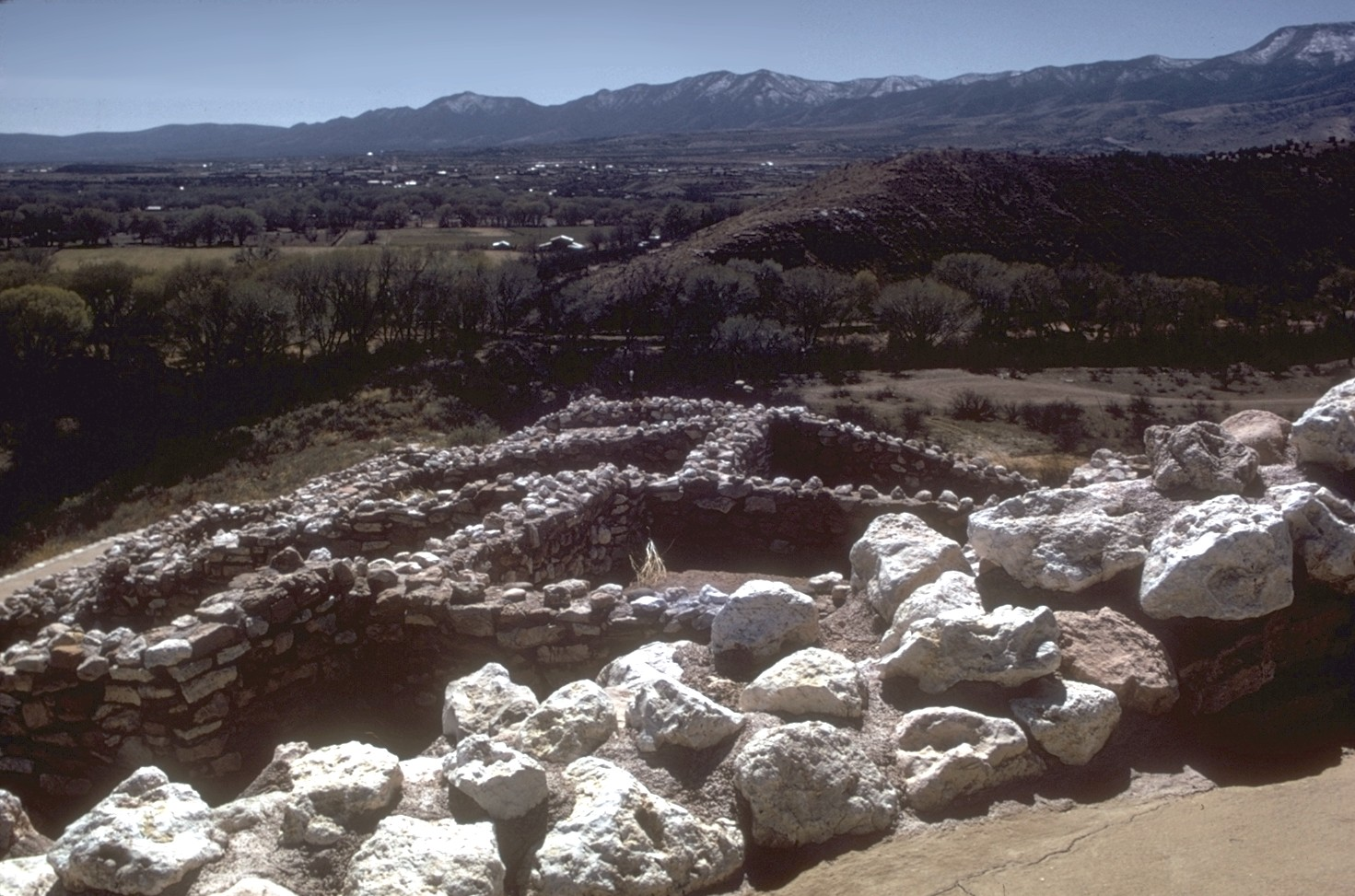
Blick über die Mauern ins Tal des Verde Rivers

## Das Pueblo
Die Sinagua-Kultur (nach Harold Colton aus spanisch: sin agua ohne Wasser) besiedelte das Tal des Verde Rivers in Zentral-Arizona ab der Mitte des 11. Jahrhunderts. Sie entwickelte sich nach dem Ausbruch des Vulkans Sunset Crater in den Jahren 1064/65, dessen fruchtbare Vulkanasche die Voraussetzungen für Ackerbau in den überwiegend durch Halbwüsten geprägten Region verbesserten. Kulturelle Vorgänger waren die Hohokam-, die Anasazi- und die Mogollon-Kultur, deren unterschiedliche Einflüsse sich in der Sinagua-Kultur vermischten.
Das Pueblo von Tuzigoot wurde um 1125 begonnen. Es zieht sich über einen Grat aus Kalk- und Sandstein, etwa 35 Meter über dem Fluss. Wie andere Pueblos im Tal des Verde River bevorzugte man erhöhte Lagen, die sich gut verteidigen ließen. In der letzten Ausbaustufe Ende des 14. Jahrhunderts umfasste das Pueblo 110 Räume auf drei Stockwerken und wurde von über zweihundert Personen bewohnt. Die Bewohner bauten am Flussufer die drei typischen Nutzpflanzen des Südwestens an: Mais, Bohnen und Squash-Kürbis. Daneben wurden Jagen und Sammeln betrieben. Die Pueblos exportierten Salz und Baumwolle und führten Muschelschalen vom Golf von Californien ein. Um 1400 wurde das Pueblo aufgegeben, die Sinagua-Kultur ging unter. Als Gründe werden eine Veränderung der klimatischen Bedingungen oder Erschöpfung der Ackerböden durch Übernutzung diskutiert.